# Lars Glassér
Lars Glassér (n. 4 octombrie 1925, Kungsholm parish⁠(d), Comitatul Stockholm, Suedia – d. 15 ianuarie 1999, Rättvik parish⁠(d), Comitatul Dalarna, Suedia) a fost un caiacist ce a reprezentat Suedia, medaliat olimpic. A participat la o ediție a Jocurilor Olimpice (1952) în care a câștigat o medalie de argint.

## Participări
Lista de mai jos prezintă principalele competiții la care a participat Lars Glassér de-a lungul carierei.
- canoeing at the 1952 Summer Olympics – men's K-2 1000 metres[*]